# こやす珠世
こやす 珠世（こやす たまよ）は、日本の漫画家。プロフィール非公開。旧ペンネームに小安 珠世。
作品にテレビ朝日系列で放送されているテレビドラマ『相棒』を漫画化した『相棒-たった二人の特命係-』、TBS系列放送でテレビドラマ化された『病室で念仏を唱えないでください』がある。

## 作品リスト
- Hanagata―歌舞伎者松丸竜之助一代記―（小学館『ビッグコミックオリジナル増刊』連載 2002年 - 2003年、単行本全1巻）小安珠世名義
- コミック版 プロジェクトX 挑戦者たち（原作・監修：NHKプロジェクトX制作班、宙出版） - 以下の巻を担当
  - 22 救命救急 ER誕生（2004年）小安珠世名義
  - 27 魔の山大遭難 決死の救出劇（2004年）
- 皇室入門〈マンガ入門シリーズ〉（原作：渡部昇一、飛鳥新社 2006年）
- 誰にも等しい明日〜リビングウィル〜（集英社『YOU』連載、2007年 - 2009年、単行本全1巻）
- 相棒-たった二人の特命係-（小学館『ビッグコミックスペリオール』連載、2007年 - 2012年、単行本全12巻）
- 相棒番外編 鑑識・米沢守の事件簿（小学館『ビッグコミック増刊号』掲載、2009年、「コミック小学館ブックス」配信）
- 病室で念仏を唱えないでください（小学館『ビッグコミック増刊号』連載、2012年 - 2020年、単行本全7巻）
- 小学館版 学習まんが はじめての日本の歴史（小学館） - 以下の巻を担当
  - 9 江戸幕府の完成（江戸時代前期）（監修：山本博文、シナリオ：三条和都、2015年）
  - 10 江戸幕府のゆらぎ（江戸時代後期）（監修：山本博文、シナリオ：三条和都、2016年）
- INOZ-55歳から歩いて作る日本地図-（『ビッグコミック増刊』2023年3月17日号[1] - 連載、2023年 - 、単行本既刊2巻）